# Midnight in Chelsea
Midnight in Chelsea è un singolo del cantante statunitense Jon Bon Jovi, pubblicato nel 1997 ed estratto dall'album Destination Anywhere.

## Video musicale
Il video musicale è stato girato presso il quartiere Chelsea di Manhattan, in particolare al Chelsea Hotel.

## Classifiche
| Classifica (1997)       | Posizione massima |
| ----------------------- | ----------------- |
| Australia               | 17                |
| Austria                 | 8                 |
| Belgio (Fiandre)        | 24                |
| Canada                  | 11                |
| Europa                  | 4                 |
| Finlandia               | 2                 |
| Germania                | 9                 |
| Irlanda                 | 13                |
| Italia                  | 1                 |
| Norvegia                | 14                |
| Paesi Bassi             | 16                |
| Regno Unito             | 4                 |
| Spagna                  | 1                 |
| Stati Uniti (adult pop) | 29                |
| Stati Uniti (pop)       | 30                |
| Svezia                  | 49                |
| Svizzera                | 5                 |